# Apteropeoedes betrokae
Apteropeoedes betrokae är en insektsart som beskrevs av Marius Descamps 1971. Apteropeoedes betrokae ingår i släktet Apteropeoedes och familjen Euschmidtiidae. Inga underarter finns listade i Catalogue of Life.